# آن هومر
آن هومر (بالإنجليزية: Anne Homer)‏ هي كاتِبة أمريكية، ولدت في 15 أكتوبر 1907 في نيوجيرسي في الولايات المتحدة، وتوفيت في 16 مايو 1995 في Morristown Medical Center ‏ في الولايات المتحدة بسبب سرطان.